# فرانس-البرت شریتائو
فرانس-البرت شریتائو (انگلیسی: Frans-Albert Schartau; ۱۳ ژوئیهٔ ۱۸۷۷ – ۶ ژوئن ۱۹۴۳) ورزشکار اهل سوئد بود.
وی در مسابقات کشوری و بین‌المللی در مجموع برندهٔ ۱ مدال نقره شده‌است.